# HMS Danae (D44)
El HMS Danae fue un crucero ligero de la Marina Real Británica, líder de su clase, activo entre 1918 y 1948, y que sirvió en la armada de Polonia desde 1944 hasta 1946.

## Historia
El Danae fue completado a tiempo para servir en la flota de Harwich en el 5.º escuadrón de cruceros entre 1918 a 1919, incluyendo en la campaña Báltica de 1919.
Después sirvió en la flota atlántica durante los años de 1919 a 1924.
En 1924, partió en un escuadrón de servicio especial como crucero imperial en el Mediterráneo donde sirvió en el 1.º escuadrón de cruceros desde septiembre de 1925 hasta 1929.
Después, fue enviado al 8.º escuadrón de cruceros en la estación de las Indias meridionales de agosto de 1930 a 1935 cuando fue relevado por el HMS Apollo.
Fue de nuevo enviado a una estación China en agosto de 1936 como parte del 5.º escuadrón de cruceros, volviendo a ser retirado en enero de 1938.
Ingresó en el 9.º escuadrón de cruceros hasta el inicio de la guerra en septiembre de 1939, para ser enviado a China ese mismo año.
Formó parte de la fuerza naval británica en Malaya y en marzo de 1939 cuando Japón irrumpió por la zona, actuó como escolta en trayectos entre la fuerza naval china y Singapur, Sunda y Java.
En febrero de 1942, tomó parte en el combate de Batavia antes de partir hacia Sunda desde Colombo. Posteriormente, sirvió en la flota del Este, en el 4.º escuadrón de cruceros hasta 1944, cuando fue reformado y modernizado el escuadrón por parte de los británicos. Intervino en el desembarco de Normandía bombardeando la playa de como apoyo en al combate en tierra.
El 4 de octubre de 1944, fue renombrado como Conrad y pasó a formar parte de la flota de Polonia, donde sirvió en el 10.º Escuadrón de cruceros de la flota naval polaca. Pero volvió a la Armada Real Británica el 28 de septiembre de 1946, donde recuperó nuevamente el nombre de Danae. Fue desmantelado el 22 de enero de 1948 y desguazado el 27 de marzo de ese mismo año.

## Unidades de su clase
- HMS Dauntless
- HMS Dragon
- HMS Delhi
- HMS Despatch
- HMS Diomede
- HMS Dunedin
- HMS Durban

- Datos: Q1564568
- Multimedia: HMS Danae (D44) / Q1564568